# Sloan Road
Sloan Road y anteriormente como la Ruta Estatal de Nevada 739, y abreviada SR 739 (en inglés: Nevada State Route 739) era una carretera estatal estadounidense ubicada en el estado de Nevada. La carretera inicia en el Oeste desde la Las Vegas Boulevard y I 15     en Sloan hacia el Este en la Fin. La carretera tiene una longitud de 0,4 km (0.218 mi). La ruta dejó de ser una ruta estatal el 7 de junio de 2010, y ahora como Sloan Road.

## Mantenimiento
Al igual que las autopistas interestatales, y las rutas federales y el resto de carreteras estatales, Sloan Road aún es administrada y mantenida por el Departamento de Transporte de Nevada por sus siglas en inglés Nevada DOT.